# Harbinger
Harbinger (Lyla Michaels) es una superheroína ficticia creada por la editorial DC Comics a principios de 1980, que debutó como Lyla Michaels en New Teen Titans vol. 1 Anual #2 (julio de 1983), y como Harbinger Crisis en las Tierras Infinitas #1 (abril de 1985). y fue creada por Marv Wolfman y George Pérez.
Una versión de Lyla Michaels apareció en la serie de televisión de The CW Arrow interpretada por Audrey Marie Anderson como un personaje recurrente. En la serie, es la directora de A.R.G.U.S. y la esposa de John Diggle (Arrowverso). Michaels también fue un personaje recurrente en la serie de televisión The Flash. El personaje de Anderson se convirtió temporalmente en una versión más fiel de Harbinger para el crossover Arrowverso "Crisis on Infinite Earths".

## Biografía ficticia del personaje
Una huérfana cuyo barco se hundió durante una violenta tormenta, Lyla Michaels fue rescatada de una perdición segura por el Monitor, un ser cósmico encerrado en una guerra eterna contra su contraparte de antimateria, el Anti-Monitor. Criando a Lyla como su asistente, los dos monitorearon a los héroes del multiverso y organizaron armas y secuaces superpoderosos para varios villanos, para probar a los héroes que el Monitor reclutaría para su inminente batalla final contra el Anti-Monitor. La Tierra de la que Lyla fue rescatada era Tierra Prima (Marv Wolfman dijo cuando se le preguntó en Facebook de qué Tierra fue rescatada).
Cuando comenzó la Crisis en las Tierras Infinitas, Lyla asumió la identidad de "Harbinger" después de ingresar a una cámara similar a un útero que la energizó y le permitió crear una serie de doppelgangers con su nuevo disfraz. Estos doppelgangers reclutaron una amplia variedad de héroes y villanos para luchar contra los demonios de las sombras del Anti-Monitor y proteger una serie de torres de vibración, diseñadas para proteger la Tierra 1 y la Tierra 2 de la ola de Anti-Materia que destruye el DC Multiverse.
Sin embargo, mientras reclutaba al héroe Arion, un demonio de las sombras se fusionó con uno de los duplicados de Harbinger, lo que permitió que Anti-Monitor la controlara una vez que sus varios dobles se fusionaron en una sola entidad. Bajo el control del Anti-Monitor, Lyla mató al Monitor. El Monitor previó la táctica del Anti-Monitor y dispuso que su fuerza vital fuera el combustible para encender las torres de vibración, salvando a las Tierras 1 y 2 de la perdición. El impacto de lo que hizo hizo que Lyla volviera a una versión de su forma normal, que luego sacrificó todos sus poderes para salvar los últimos tres universos alternativos (hogar de los Freedom Fighters, los héroes de Charlton y la familia Marvel) de la aniquilación.
Cuando los cinco universos restantes se fusionaron, Harbinger recuperó repentinamente su poder en el proceso de fusión del tiempo y el espacio para crear un nuevo Universo DC único. Posteriormente, Harbinger registró la historia del Universo DC post-crisis en un satélite de computadora. Esto condujo al cruce Millennium, que hizo que el satélite cayera en manos de los Manhunters, quienes usaron los datos para confirmar las identidades de gran parte de la población de superhéroes de la Tierra como parte de un plan mayor para infiltrarse en la comunidad de superhéroes. Después de la miniserie, Harbinger se unió a los Nuevos Guardianes. Se reunió con sus compañeros aliados de Monitor, Pariah y Lady Quark, durante el crossover la Guerra de los Dioses, después de lo cual se le ofreció ser miembro de la tribu amazona de Themyscira como historiadora oficial de las amazonas.
Cuando se descubrió que Kara Zor-El, también conocida como la Supergirl original, existía en el Universo DC post-crisis y llegó a la Tierra, se le dio refugio y alojamiento en la isla de Themyscira. El Heraldo se hizo amigo de Supergirl y, al recordar cómo sacrificó su vida durante la Crisis original, el Heraldo murió voluntariamente protegiendo a Kara en un intento fallido de evitar que Darkseid la secuestrara.

### Conexión Donna Troy/Dark Angel
Durante los eventos de la miniserie "Return of Donna Troy", se reveló que el archienemigo (y doppelganger temporal) de Donna Troy, el Ángel Oscuro, desempeñó un papel similar al Heraldo durante la Crisis original antes de romper los lazos con el Anti-Monitor. Además, los Titanes del Mito revelaron que Donna era una anomalía temporal, gracias a que la Crisis cambió su historia y la de Wonder Woman. Los Titanes, viendo potencial en la explotación del conocimiento inconsciente de Donna del universo Pre-Crisis, la rescataron cuando era niña para manipularla y convertirla en su propia versión del Heraldo.
Después de los eventos de Infinite Crisis, Donna grabó una nueva versión de la "Historia del Universo DC" que refleja los cambios en la línea de tiempo después de Infinite Crisis. Mientras tanto, se presentó una nueva encarnación del Harbinger, un ser genéticamente alterado llamado Forerunner que tenía la tarea de matar a cualquiera que cruzara entre universos para los Monitores.
Harbinger fue reanimada como Black Lantern durante el cruce de Blackest Night. Ella usa su conocimiento de la historia para provocar a sus objetivos trayendo recuerdos emocionales, pero es destruida con los otros Black Lanterns.
En Multiversity # 1, la I.A de la estación de vigilancia Monitor conocida como House of Heroes se refiere a sí misma como Harbinger y tiene un parecido con el personaje anterior.

## Apariciones en otros medios

### Televisión
- Lyla Michaels aparece en la serie Arrow y The Flash de The CW, interpretada por Audrey Marie Anderson. Esta versión es una agente de A.R.G.U.S. y exesposa del compañero de lucha contra el crimen de Green Arrow, John Diggle.[12] Una vez que se evita la Crisis y se reinicia el multiverso, Lyla vuelve a su estado original y la bebé Sara regresa con ella; ahora como la hermana de Diggle Jr. En el final de la serie de Arrow, Lyla y Diggle se mudan a Metrópolis debido a que el primero obtuvo un ascenso allí.[13]

### Películas
- Lyla aparece en la película animada Superman/Batman: Apocalypse, con la voz de Rachel Quaintance. En la película vive en Themyscira entre las amazonas. Cuando comienza a recibir horribles visiones de la muerte de Kara Zor-El, se une a Mujer Maravilla para intentar salvarla. Durante su tiempo en Themyscira, las dos se unen y se vuelven amigas muy cercanas. Al tratar de salvar a Kara de las fuerzas de Darkseid, ella muere en su lugar.
- Otra versión de Harbinger, con la voz Kari Wahlgren, aparece al final de la película Justice League: Warworld (2023), enviada por el Monitor para reclutar a Batman, Superman y Mujer Maravilla de Mundo Bélico y advertirles sobre la Crisis que amenaza al multiverso.
- Harbinger vuelve a aparecer en la película animada Justice League: Crisis on Infinite Earths - Parte Uno, esta vez con la voz de Meg Donnelly, para reclutar a distintos superhéroes del Multiverso. Esta versión es Kara Zor-El mejorada por el Monitor.

### Videojuegos
Harbinger aparece en DC Universe Online.

### Juguetes
El 7 de julio de 2005, la empresa DC Direct, propiedad de DC Comics, lanzó una figura de acción de Harbinger como parte de la línea de figuras de acción Crisis.